# Kopanina
Kopanina (deutsch Kopainberg) ist die zweithöchste Erhebung des Český ráj (Böhmisches Paradies) (657 m) in Tschechien.

## Lage und Umgebung
Der Berg befindet sich am nordwestlichen Rand des Böhmischen Paradieses, ca. 10 km nordwestlich von Turnov (Turnau).

## Aussicht
Die Aussicht vom 18 m hohen Aussichtsturm auf dem Gipfel ist sehr umfassend und reicht bis zum Iser- und Riesengebirge sowie zum Jeschken.

## Wege zum Gipfel
- Von Malá Skála aus ein markierter Weg zum Gipfel.

## Galerie

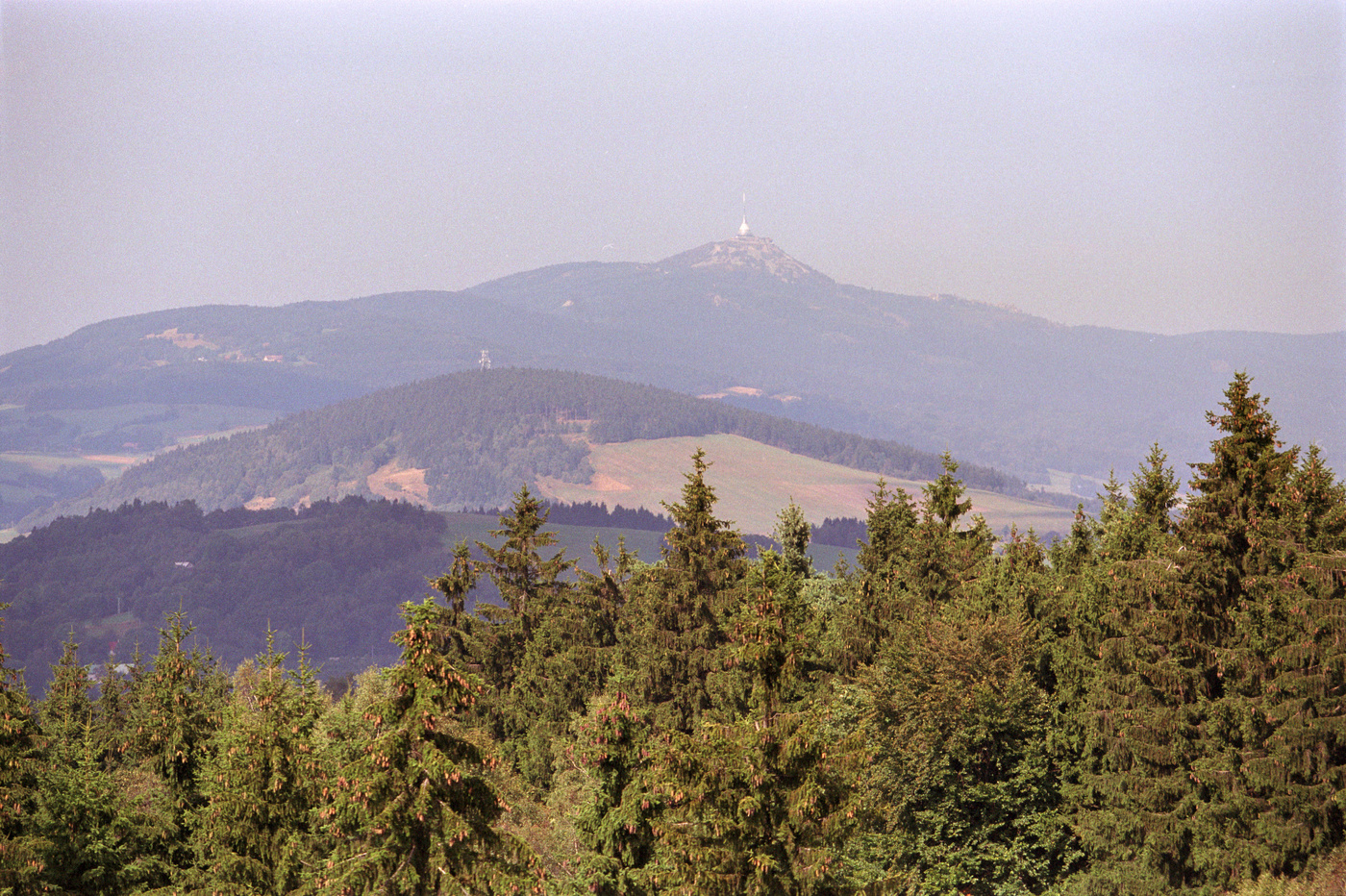
Blick vom Kopanina zum Jeschken
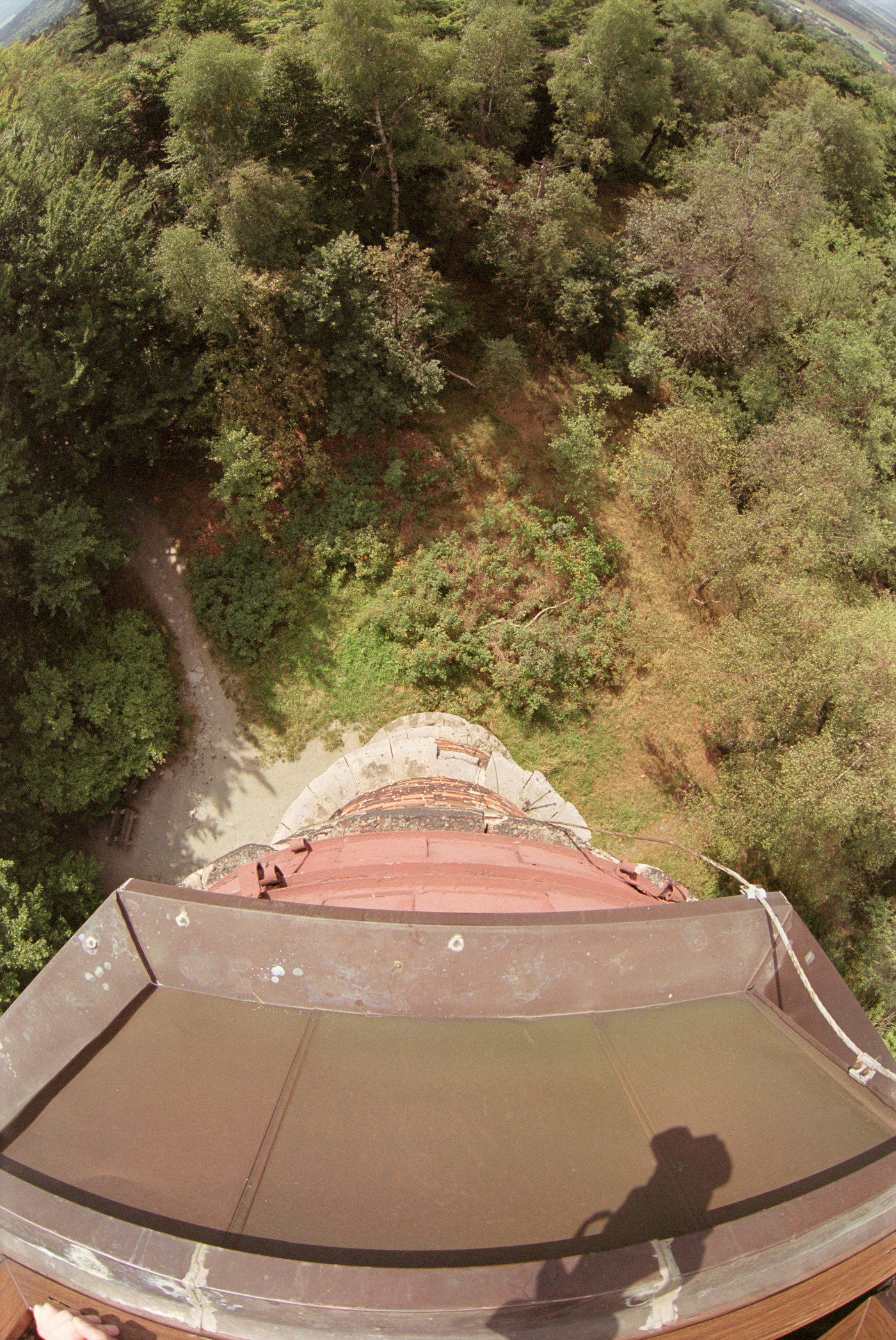
Blick vom Aussichtsturm abwärts
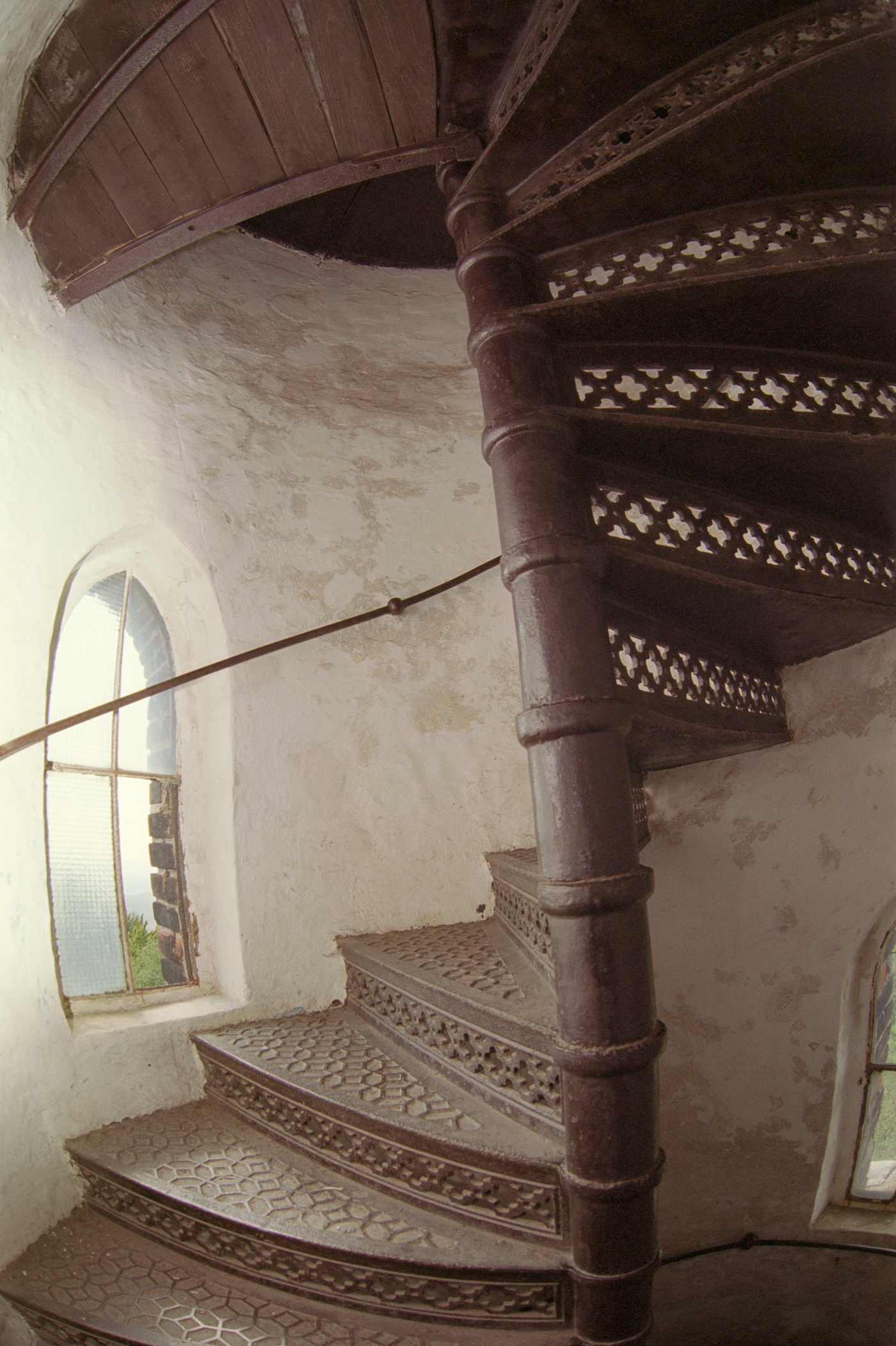
Im Innern des Aussichtsturms
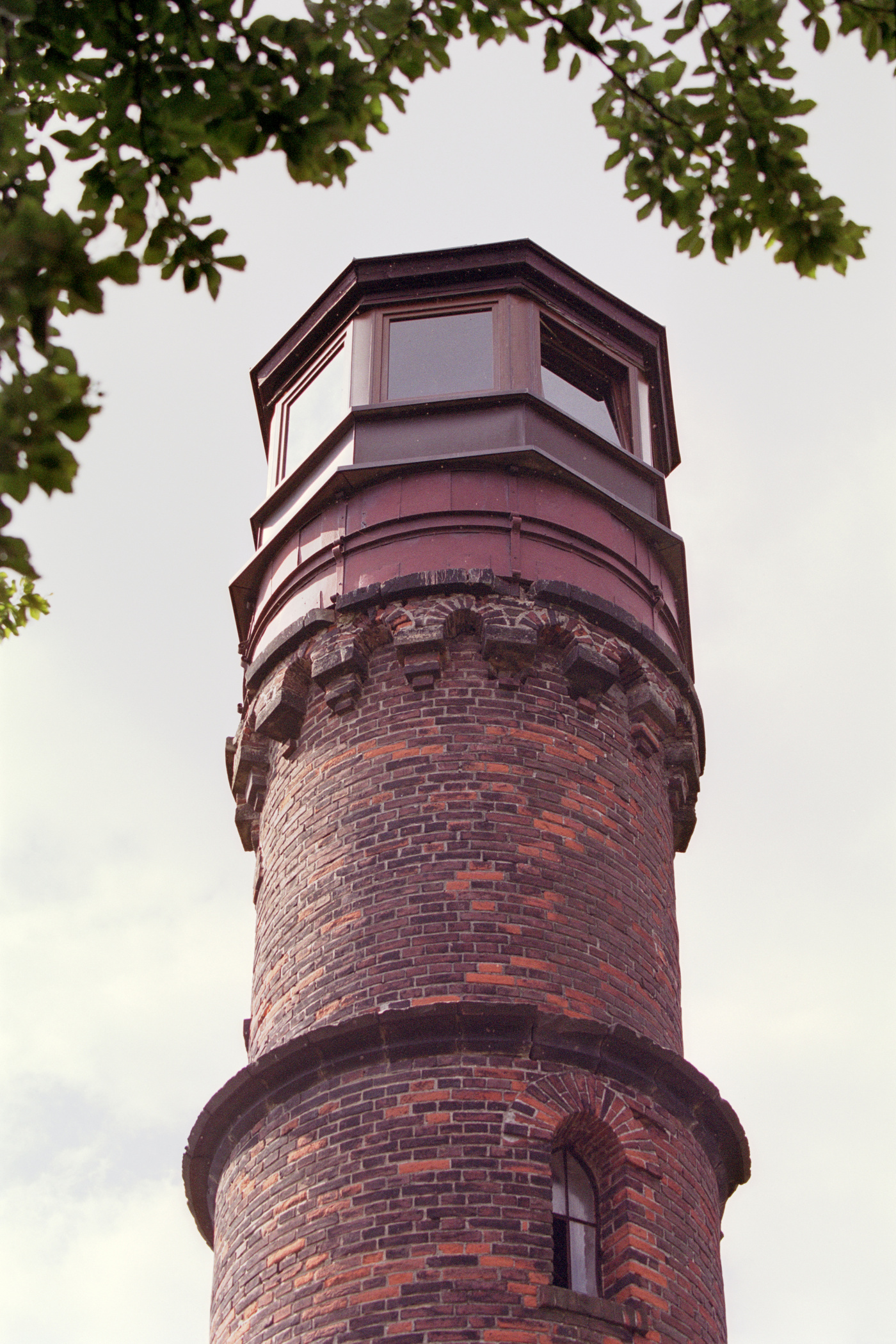
Aussichtsturm